# Haemuaszet (XX. dinasztia)

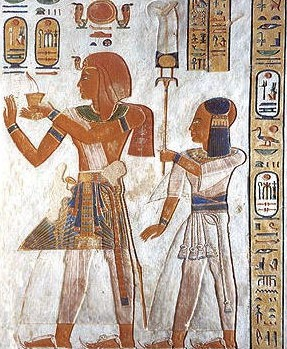
Haemuaszet apjával a QV44 sírban

Haemuaszet („Felragyog Thébában”) ókori egyiptomi herceg, III. Ramszesz fáraó fia.
Neve előfordul Ramszesz-Haemuaszetként is. Több testvéréhez hasonlóan őt is apja nagy példaképe, II. Ramszesz egy fiáról nevezték el, a XIX. dinasztia idején élt Haemuaszetről. Hozzá hasonlóan ő is Ptah papja volt Memphiszben, bár nem főpap, csak szem-pap volt. Ábrázolják apja Medinet Habu-i halotti templomában, ahol a nyolcadik a hercegek között; a kép készültekor már elhunyt. Őt is és Paréherwenemef nevű testvérét is „elsőszülött királyfi”-ként említik; talán két különböző feleség első fiai voltak, esetleg volt olyan időszak, amikor ő volt a legidősebb élő herceg.
Jó állapotban fennmaradt sírja, a QV44 a Királynék völgyében található, ahová gyakran temették a király gyermekeit is. A sírt olasz régészek tárták fel Ernesto Schiaparelli vezetésével 1903–1904-ben. Egy kanópuszedénye a kairói Egyiptomi Múzeumban található, szarkofágja és feltételezett múmiája Torinóban. Szarkofágján a felirat IV. Ramszesz idejéből származik, Haemuaszet tehát túlélhette apját és testvére uralkodása alatt temették el.